# Amenmesse
Amenmesse (o Amenmesses; ellenizzazione dell'originale Amenmose) (... – ca. 1199 a.C.) è stato un faraone egizio della XIX dinastia egizia, forse figlio di Merenptah (1213 a.C. - 1203 a.C.) e della regina Takhat. Altri lo considerano uno degli innumerevoli figli di Ramses II o, ancora, un figlio di Seti II. Le notizie su questo sovrano, che governò l'Egitto (o una sua parte) per circa 3-4 anni, sono scarse. Gli egittologi datano variamente il suo regno dal 1202 a.C. al 1199 a.C. o dal 1203 a.C. al 1200 a.C.. Alcuni ascrivono la sua incoronazione all'anno 1200 a.C. Amenmesse (ellenizzazione dell'originale Amenmose) significa Nato da Amon. Il suo nome regale, Menmira-Setepenra (Eterno come Ra, Scelto da Ra), compare talvolta accompagnato dall'epiteto Hekauaset, che significa Signore di Tebe.

## L'usurpazione

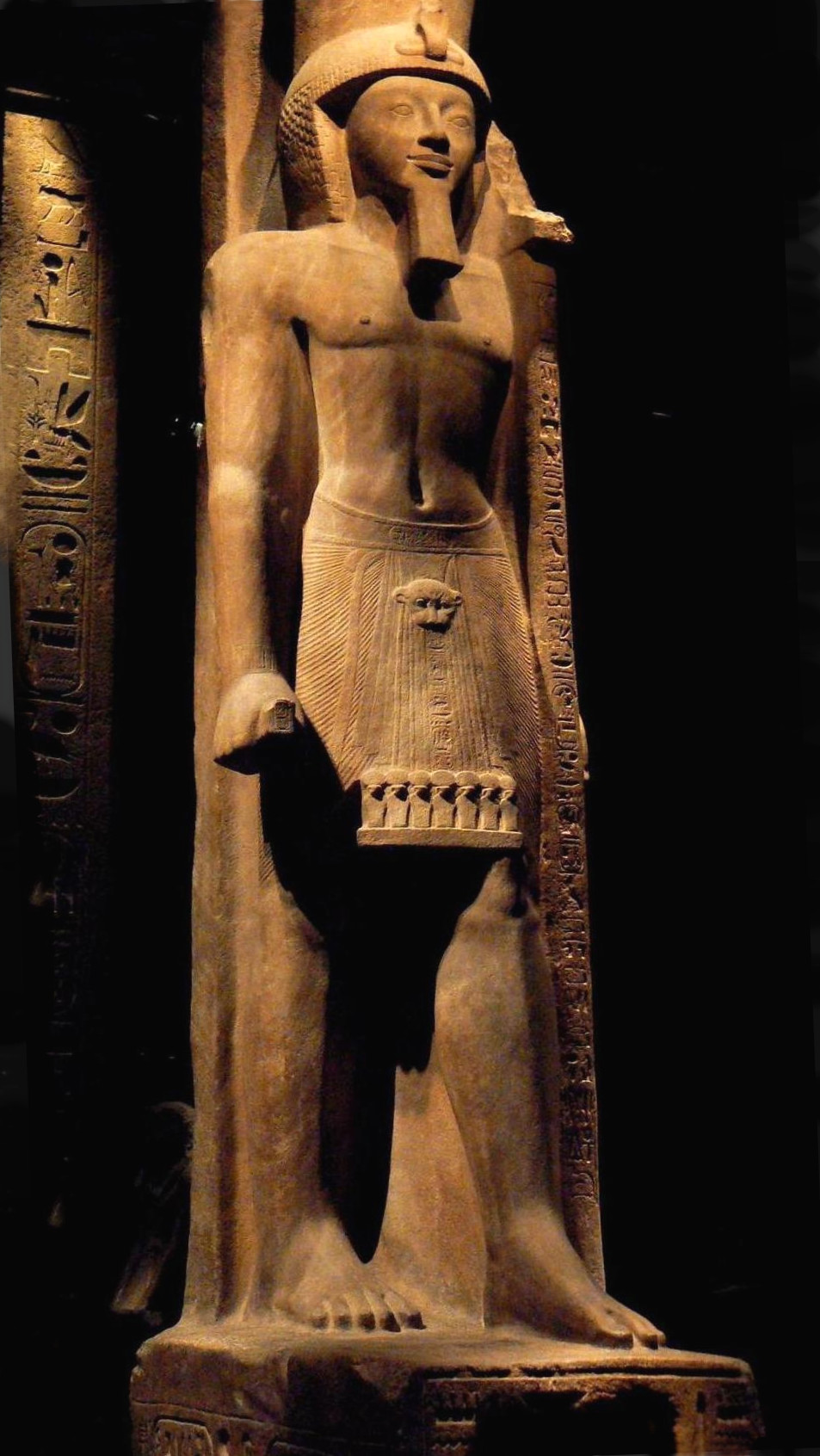
Colosso portainsegne di Seti II, rivale vittorioso di Amenmesse. Il faraone impugna un papiro e un grande bastone divino. Originariamente nel complesso templare di Karnak, ora al Museo egizio di Torino.

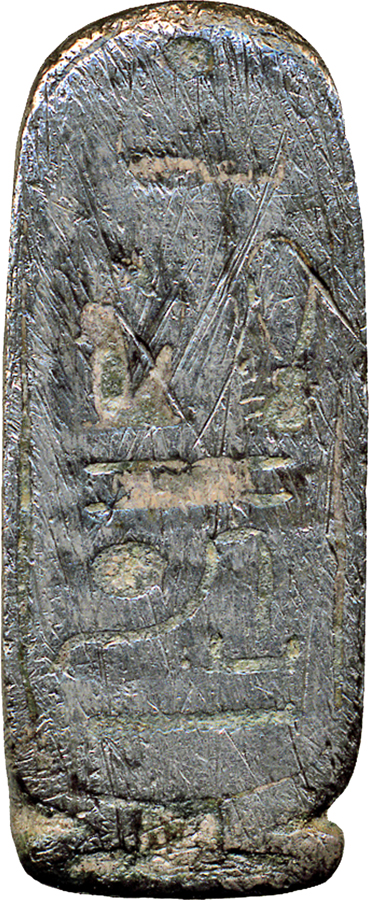
Anello di Amenmesse: dettaglio del cartiglio con il suo nome. Walters Art Museum, Baltimora.

È possibile che Amenmesse non fosse il successore designato di Merenptah, qualora ne fosse figlio. Secondo egittologi come Kenneth Kitchen e Jürgen von Beckerath, Amenmesse avrebbe usurpato il trono spettante di diritto a Seti-Merenptah, figlio di Merenptah e suo principe ereditario. Le modalità di questa usurpazione non sono chiare. Kitchen ha scritto che Amenmesse potrebbe aver sfruttato una momentanea debolezza di Seti-Merenptah per impadronirsi del trono, oppure che potrebbe avere gestito una parte del potere mentre il principe ereditario si trovava all'estero, in Asia. Il principe Seti-Merenptah è certamente da identificare con il faraone Seti II, il cui regno è tradizionalmente posto dopo quello di Amenmesse. I cartigli nella tomba di Seti II, nell'Alto Egitto, furono deliberatamente raschiati ma, successivamente, ridipinti - suggerendo che l'autorità di Seti II su quella parte del Paese cessò momentaneamente. Il regno di Amenmesse e la sua posizione all'interno della XIX dinastia sono particolarmente oscuri. Comunque, un numero sempre crescente di egittologi, fra cui Rolf Krauss e Aidan Dodson, concorda nel ritenere che Seti II successe immediatamente, senza il previo regno di Amenmesse, al padre Merenptah, quando questi morì nel maggio del 1203 a.C.. Attenendosi a questo scenario, Amenmesse non sarebbe succeduto al vecchio Merenptah, ma sarebbe piuttosto stato un re rivale che, tra il 2º e il 4º anno di regno di Seti II, ne usurpò il potere nell'Alto Egitto e in Nubia - dove la sua autorità è attestata su vari monumenti. A Tebe esistono attestazioni del 3º e 4º anno di regno di Amenmesse (e in Nubia, forse, anteriori) - mentre il 3º e 4º anno di Seti II sono visibilmente assenti dalle fonti. L'inquadramento di Amenmesse come sovrano rivale spiegherebbe la distruzione della tomba di Seti II, prima saccheggiata dall'usurpatore e poi restaurata dai funzionari dello stesso Seti II. Ciò implica che i regni di Seti II e Amenmesse sarebbero stati paralleli uno all'altro. Seti II avrebbe cioè avuto il controllo di Tebe nel corso del 1º e 2º anno di regno: lasso di tempo che impiegò nella laboriosa preparazione della propria tomba, come voleva la tradizione regale; fece in tempo a scavare la sepoltura e a decorarla parzialmente. Successivamente, Seti II perse il controllo dell'Alto Egitto a vantaggio di Amenmesse - il quale ne fece sfregiare la tomba non ancora terminata. Infine, quando Amenmesse fu sconfitto, Seti II fece il suo ingresso trionfale a Tebe e ordinò il ripristino del proprio sepolcro.

## Famiglia
Si può affermare con certezza che sua madre fu la regina Takhat, ma chi fosse esattamente costei è oggetto di dibattito a causa delle iscrizioni modificate man mano da Amenmesse e Seti II. Fra i suoi titoli compare quello di Figlia del re, il che la renderebbe figlia di Merenptah o di Ramses II, o forse una nipote abiatica di quest'ultimo. Il nome di Takhat compare in una lista di principesse datata al 53º anno di regno di Ramses (Louvre 666). Qualora si trattasse della stessa persona, sarebbe stata all'incirca coetanea di Seti II.

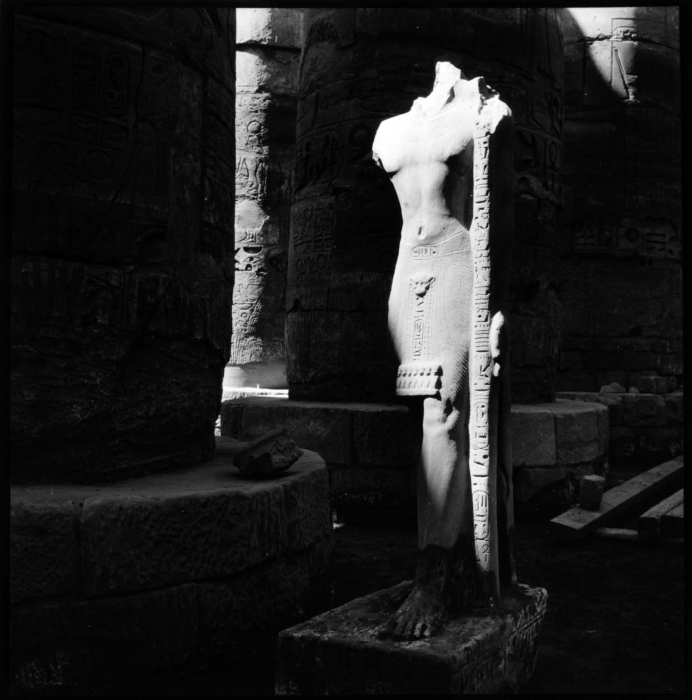
Scultura in quarzite, nella Grande sala ipostila del tempio di Amon a Karnak, recante i nomi di Seti II ma forse originariamente creata per Amenmesse.

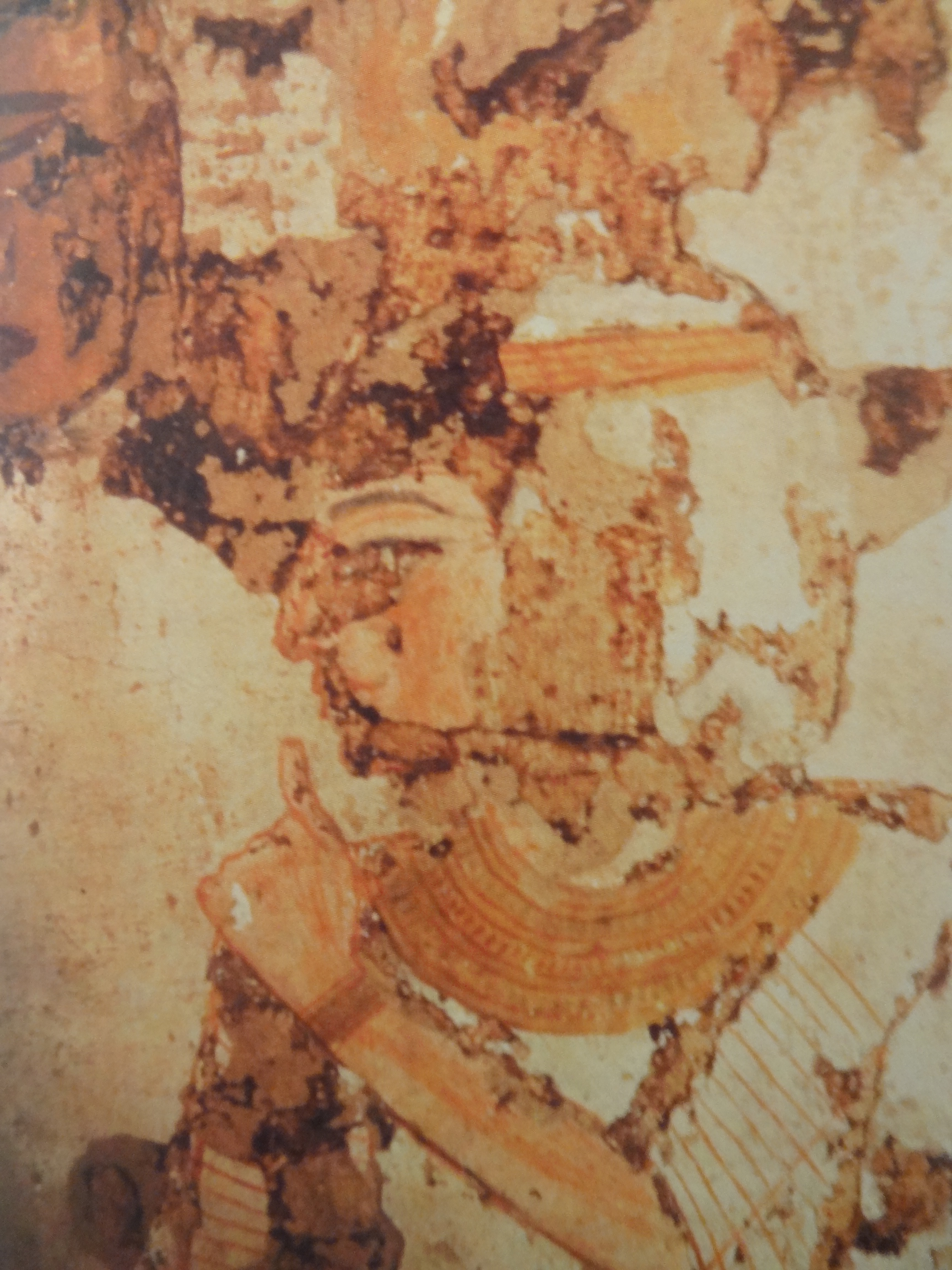
La regina Baketurel nei dipinti delle pareti della tomba di Amenmesse, nella Valle dei Re. Per anni creduta sua sposa, probabilmente visse 70 o 80 anni dopo di lui e fu la regina di Ramses IX.

Takhat compare in varie sculture raffiguranti Amenmesse, due delle quali furono erette nel complesso templare di Karnak. Su una di queste, tuttora in loco, Takhat è menzionata come Figlia del re e Sposa del re (la parola Sposa ha sostituito l'originale Madre, come suggerisce l'osservazione della statua). Secondo una teoria formulata dagli egittologi Aidan Dodson e Dyan Hilton, il titolo sul reperto fu modificato quando Seti II, erede legittimo, riconquistò il trono e si appropriò dei monumenti dell'usurpatore Amenmesse: ciò potrebbe provare che, o Takhat sposò Seti II quando divenne faraone, o che i due si erano sposati precedentemente. Quest'ultima ipotesi implica che Amenmesse fosse figlio di Seti II: avrebbe perciò cercato di usurpare il potere del proprio padre. Questa teoria sarebbe avvalorata dall'altra statua di Karnak, oggi al Cairo, sulla quale Takhat è ancora nominata Figlia del re e Sposa del re, ma senza traccia di modifiche o riadattamenti in quel punto, mentre il nome del faraone ne sostituisce chiaramente un altro. Secondo Dodson e Hilton, quest'ultima scultura fu commissionata da Seti II, poi usurpata da Amenmesse, che sostituì il proprio nome a quello di Seti, il quale, a sua volta, quando prevalse su Amenmesse, ripristinò la versione originale con il proprio nome. Secondo un'altra teoria, Seti II non sposò mai Takhat e modificò la sua titolatura sulle statue solamente per cancellare ogni traccia del regno illegittimo di suo figlio Amenmesse. Altri studiosi, come Frank Yurco, ritengono che Takhat fosse figlia di Merenptah: se così fosse, Seti II e Amenmesse sarebbero stati fratellastri. Altri hanno ipotizzato che Tausert, sposa di Seti II, fosse sua sorella - anche in questo caso i due faraoni sarebbero stati fratellastri. In passato si credeva che una donna di nome Baketurel fosse sposa di Amenmesse, ma recenti analisi della tomba di Amenmesse hanno provato che Amenmesse e Baketurel non appartennero nemmeno alla stessa epoca.
Si ritiene che sei statue in quarzite, originariamente situate nella Grande sala ipostila del tempio di Amon a Karnak, raffigurassero Amenmesse, ma che Seti II le abbia poi modificate apponendovi i propri cartigli. Una di queste statue, con l'iscrizione «la Grande sposa reale Takhat» ha portato alcuni a credere che Takhat fosse sposa di Amenmesse.

## Epilogo

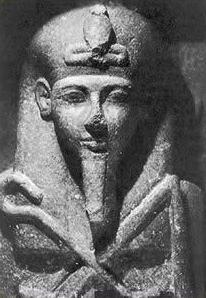
Dettaglio del sarcofago esterno del giovane faraone Siptah (ca. 1197 a.C. - 1191 a.C.), forse figlio di Amenmesse.

Amenmesse fu sepolto in una tomba (KV10) scavata nella roccia, nella Valle dei Re. Quasi tutte le iscrizioni e le immagini dipinte sulle pareti furono raschiate o usurpate dagli incaricati di Seti II, senza che alcuna menzione ad Amenmesse venisse risparmiata. Vari funzionari collusi con Amenmesse subirono ritorsioni e rimozioni: su tutti, Roma detto Roy, Sommo sacerdote di Amon a Tebe, e Khaemter, ex-viceré di Kush.
La tomba di Amenmesse fu profanata in epoca antica. Delle tre mummie rinvenute al suo interno, due donne e un uomo, non è chiaro quale appartenga ad Amenmesse, alla madre Takhat o alla più tarda regina Baketurel; è anche possibile che i resti appartengano a defunti lì sepolti in epoche successive. Sembra piuttosto probabile, d'altronde, che Seti II abbia fatto distruggere i resti di Amenmesse, siccome la sua mummia non è stata ritrovata in nessuno dei due grandi nascondigli di mummie reali scoperti nel 1881 e nel 1901. Una simile punizione, terribile per la religione egizia, dovette servire da esempio e sottolineare la gravità del tradimento: infatti gli egizi credevano che si potesse conseguire la vita eterna, dopo la morte, solo se il corpo fosse stato imbalsamato e preservato dalla corruzione. Alcune menzioni a Takhat sulle pareti della tomba portano a credere che sarebbe stata inumata con Amenmesse. Il fatto che nella KV10 furono scoperti oggetti dai corredi funerari di Seti I e Ramses VI non fa che accrescere l'incertezza.
Dopo la morte di Amenmesse, Seti II condusse una damnatio memoriae anche contro Khaemter, che era stato visir dell'usurpatore. L'egittologo Franck Yurco ha notato che gli incaricati di Seti II raschiarono ogni iscrizione e immagine di Khaemter - anche quelle risalenti a quando era viceré, in un periodo anteriore all'usurpazione.

È possibile che Siptah, il faraone adolescente che succedette a Seti II, fosse figlio di Amenmesse anziché di Seti. Una statua di Siptah, a Monaco di Baviera, rappresenta il giovane faraone seduto sulle gambe di un altro faraone, chiaramente suo padre; l'immagine del padre, tuttavia, è completamente distrutta. Dodson ha scritto: 
(Dodson)
M. Georg e Rolf Krauss hanno rilevato una serie di paralleli tra la vicenda di Amenmesse e quella biblica di Mosè in Egitto.

## Titolatura
| G5 |

| G5 |

| E1 · D40 | C10 | mr | i | i | s | mn · n · Y1 | U32 |

| E1 · D40 | C10 | mr | i | i | s | mn · n · Y1 | U32 |

| E1 · D40 | C10 | mr | i | i | s | mn · n · Y1 | U32 |

| E1 · D40 | C10 | mr | i | i | s | mn · n · Y1 | U32 |

| E1 · D40 | C10 | mr | i | i | s | mn · n · Y1 | U32 |

| E1 · D40 | C10 | mr | i | i | s | mn · n · Y1 | U32 |

| E1 · D40 | C10 | mr | i | i | s | mn · n · Y1 | U32 |

| E1 · D40 | C10 | mr | i | i | s | mn · n · Y1 | U32 |

| G16 |

| G16 |

| G36 · r | D58 | i | G1 | i | t | i | U16 · Aa15 | i | p · t | Q1 | Z2 · O49 |

| G36 · r | D58 | i | G1 | i | t | i | U16 · Aa15 | i | p · t | Q1 | Z2 · O49 |

| G8 |

| G8 |

|  |

|  |

|  |

|  |

|  |

|  |

|  |

|  |

| M23 · X1 | L2 · X1 |

| M23 · X1 | L2 · X1 |

| N5 | mn · n | W19 | N5 · U21 | n |

| N5 | mn · n | W19 | N5 · U21 | n |

| N5 | mn · n | W19 | N5 · U21 | n |

| N5 | mn · n | W19 | N5 · U21 | n |

| N5 | mn · n | W19 | N5 · U21 | n |

| N5 | mn · n | W19 | N5 · U21 | n |

| N5 | mn · n | W19 | N5 · U21 | n |

| N5 | mn · n | W19 | N5 · U21 | n |

| G39 | N5 |

| G39 | N5 |

| C12 | F31 | O34 · O34 | S38 | X7 | R19 |

| C12 | F31 | O34 · O34 | S38 | X7 | R19 |

| C12 | F31 | O34 · O34 | S38 | X7 | R19 |

| C12 | F31 | O34 · O34 | S38 | X7 | R19 |

| C12 | F31 | O34 · O34 | S38 | X7 | R19 |

| C12 | F31 | O34 · O34 | S38 | X7 | R19 |

| C12 | F31 | O34 · O34 | S38 | X7 | R19 |

| C12 | F31 | O34 · O34 | S38 | X7 | R19 |

| Nome Horo                   | Giuseppe Flavio | anni di regno | Sesto Africano | anni di regno | Eusebio di Cesarea | anni di regno | Altri nomi |
| --------------------------- | --------------- | ------------- | -------------- | ------------- | ------------------ | ------------- | ---------- |
| Ka Nekhet Merimaat semen... | Amenes          | 5             | Ammenenmes     | 5             | Ammenmes           | 5             | Amenmose   |